# Frontul Democrat pentru Eliberarea Palestinei
Frontul Democrat pentru Eliberarea Palestinei este o organizație laică palestiniană marxist-leninistă.